# Салтыков, Александр Александрович (1865)
Алекса́ндр Алекса́ндрович Салтыко́в (1865 — не ранее 1920) — тульский губернский предводитель дворянства в 1906—1913 годах, член Государственного совета по выборам, последний Тамбовский губернатор.

## Биография
Происходил из 1-й линии 2-й ветви дворянского рода Салтыковых. Правнук сенатора М. А. Салтыкова. Землевладелец Тульской губернии (приобретенные 330 десятин).
Окончил Пажеский корпус (1884), откуда был выпущен прапорщиком в лейб-гвардии Преображенский полк.
В 1887 году вышел в запас по гвардейской пехоте и был назначен чиновником особых поручений при тульском губернаторе. В 1888 году был делопроизводителем губернского попечительства детских приютов, с 1889 — старшим чиновником особых поручений при тульском губернаторе.
В 1890—1899 годах был земским начальником Алексинского уезда. Избирался гласным Алексинского уездного и Тульского губернского земских собраний, почетным мировым судьей по Алексинскому уезду (1902—1907), алексинским уездным (1899—1906) и тульским губернским (1906—1913) предводителем дворянства. Дослужился до чина действительного статского советника (1909). Владел винокуренным заводом.
Был членом Русского собрания, входил в Совет учредителей Всероссийского союза землевладельцев (1905) и Совет «Кружка дворян, верных присяге» (1906). Участвовал в съездах Объединенного дворянства в качестве уполномоченного тульского дворянства, в 1906—1910 годах входил в Постоянный совет объединения. Выступал в печати по аграрному вопросу.
В 1909 году был избран членом Государственного совета от тульского губернского земского собрания вместо М. Д. Ершова, в 1912 — переизбран. Входил в правую группу. В 1913 году был назначен тамбовским губернатором, в связи с чем сложил звание члена Государственного совета. После Февральской революции смещен.
По некоторым данным, в феврале 1918 переехал в Нальчик, где открыл столовую. В мае 1920 года был арестован, приговорен к 10 годам ИТЛ и отправлен в Костромской лагерь. В ноябре того же года срок был сокращен до 5 лет как «не активному контрреволюционеру».
Дальнейшая судьба неизвестна. Был женат на Н. А. Воейковой.

## Награды
- Орден Святого Станислава 3-й ст. (1890);
- Орден Святой Анны 3-й ст. (1893);
- Орден Святого Станислава 2-й ст. (1898);
- Орден Святой Анны 2-й ст. (1902);
- Орден Святого Владимира 3-й ст. (1913).